# Ayako Tani
Ayako Tani (japanisch 谷綾子 Tani Ayako; geboren in Tokio) ist eine Glaskünstlerin, die an der University of Sunderland zu Flaschenglasschiffen forschte und für die University of Glasgow als wissenschaftliche Glasbläserin arbeitet. Ihre Werke sind international in öffentlichen Sammlungen zu sehen, so etwa im Europäischen Glasmuseum, im Museum Kunstpalast und im Qingdao Art Museum.

## Leben und Werk

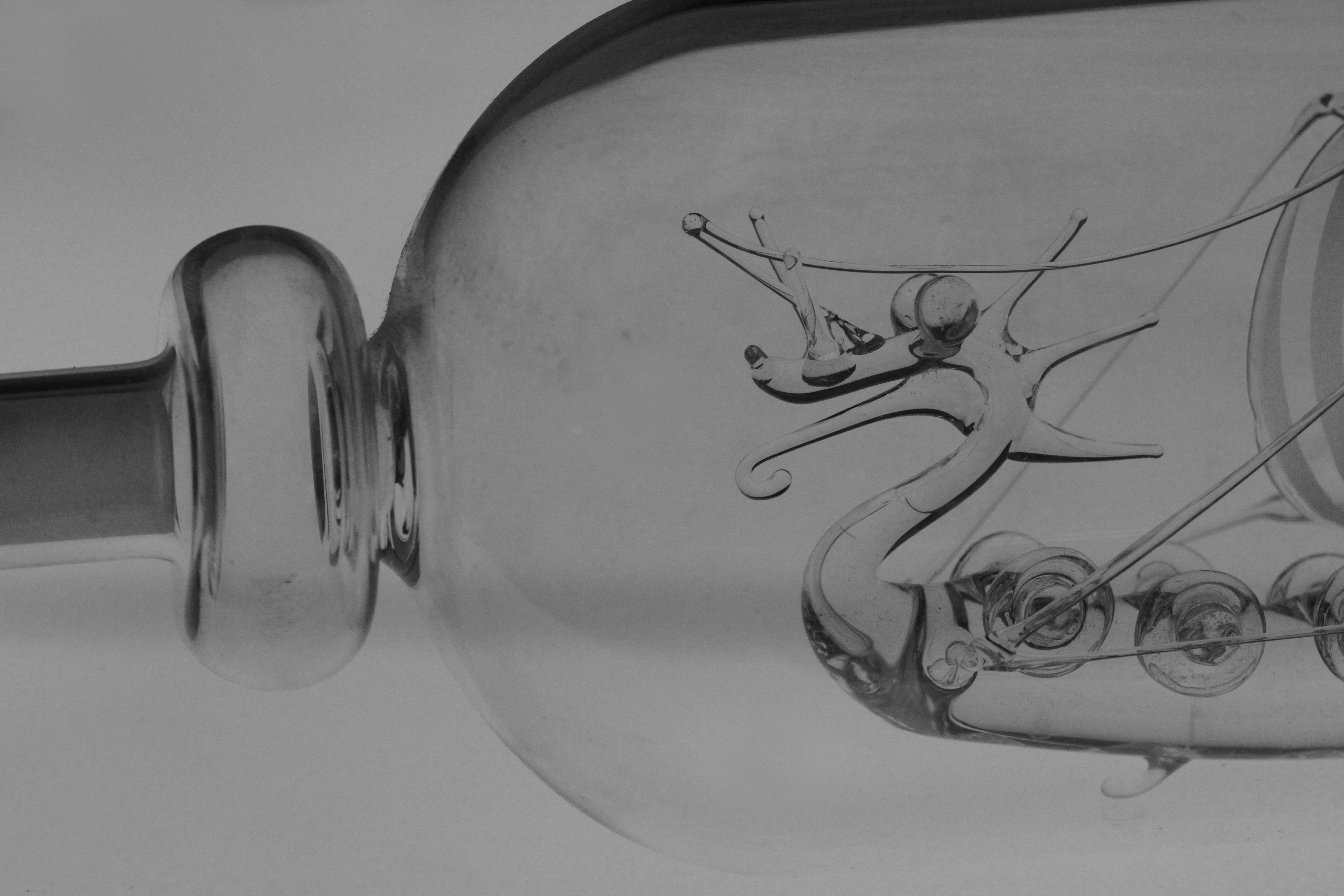
Bug eines gläsernen Wikingerschiffs in einer Flasche

Ayako Tani wuchs in Japan auf. Sie sah dort für sich keine Karrieremöglichkeiten, außer als Büroangestellte, eine Karriere, die sie nicht attraktiv fand. Zur Arbeit mit Glas kam sie über das Tokyo Glass Art Institute, wo sie zunächst die Arbeit mit Glas als Wochenendhobby betrieb. 2006 zog sie mit Umwegen über Amerika und China, wo sie Stipendienaufenthalte hatte, von Tokio nach Sunderland, um an der dortigen Universität zu studieren. Sie schloss ihr Studium dort 2014 mit einem Ph.D. ab. An dem mit der Universität kooperierenden National Glass Centre traf sie ehemalige Arbeiter der zu diesem Zeitpunkt bereits geschlossenen Pyrex Fabrik in Sunderland. Deren Erzählungen über den Wechsel von der Fabrikarbeit zu selbstständigen Herstellern von Glasschiffen als Flaschenschiffen weckte ihre Neugier. Sie lernte die Techniken, solche Schiffe herzustellen und forschte gleichzeitig zu diesem Thema. Von Sunderland zog Ayako Tani nach Glasgow, wo sie an der dortigen Universität als wissenschaftliche Glasbläserin an der chemischen Fakultät arbeitet.

## Ausstellungen (Auswahl)
- 2018: Vessels of Memory. National Glass Centre
- 2021/2022: Glass Ships in Bottles. Scottish Maritime Museum

## Veröffentlichungen
- Vessels of Memory: Glass Ships in Bottles. Art Editions North 2018, ISBN 978-1-906832-34-6
- Calligraphic Glass: Making Marks with Glass. University of Sunderland 2019